# Zygaena christa
Zygaena christa is een vlinder uit de familie van de bloeddrupjes (Zygaenidae). De wetenschappelijke naam van de soort is voor het eerst geldig gepubliceerd in 1967 door Reiss & Schulte.